# Saint-Martin-le-Pin
Saint-Martin-le-Pin è un comune francese di 307 abitanti situato nel dipartimento della Dordogna nella regione della Nuova Aquitania.

## Società

### Evoluzione demografica
Abitanti censiti